# 什紹羅維奇
49°42′41″N 23°20′1″E / 49.71139°N 23.33361°E
什紹羅維奇（烏克蘭語：Шишоровичі），是烏克蘭西部的村莊，隸屬利維夫州的亞沃里夫區。該村面積4.94平方公里，海拔高度257米，2001年人口92，人口密度每平方公里18.62人。